# Polyommatus angulata
Polyommatus angulata är en fjärilsart som beskrevs av Tutt 1896. Polyommatus angulata ingår i släktet Polyommatus och familjen juvelvingar. Inga underarter finns listade i Catalogue of Life.